# Trevor Wright
Trevor Christopher Wright, född 23 augusti 1980 i Pomona i Kalifornien, är en amerikansk före detta skådespelare, uppvuxen i La Jolla i närheten av San Diego. Han har bland annat spelat en av huvudrollerna i slasherfilmen Vacancy 2: The First Cut, där den andra huvudrollsinnehavaren var Agnes Bruckner.
Wright avslutade sin skådespelarkarriär år 2012, för att sedan börja arbeta som fastighetsmäklare i Los Angeles. Han har också varit förlovad med skådespelerskan Odette Annable (född Yustman), fram till år 2008.

## Filmografi (i urval)

### Filmer
- 2006 – Air Buddies – Valpgänget på äventyr
- 2009 – Vacancy 2: The First Cut
- 2010 – Social Network
- 2012 – Tomtetass 2: Julens hjältar

### TV-serier
- 2000 – Roswell (TV-serie)
- 2001 – Freaky Finnertys (TV-serie)
- 2001 – Boston Public (TV-serie)
- 2002 – Everwood (TV-serie)
- 2003 – Scrubs (TV-serie)
- 2003 – Ska du säga! (TV-serie)
- 2004 – Listen Up! (TV-serie)
- 2004 – The George Lopez Show (TV-serie)
- 2004 – På spaning i New York (TV-serie)
- 2006 – CSI: New York (TV-serie)